# クリフ・ヘイガン
クリフォード・オールドハム・ヘイガン (Clifford Oldham Hagan, 1931年12月9日 - ) は、アメリカ合衆国の元プロバスケットボール選手、指導者。出身地はケンタッキー州オーエンズボロ、出身大学はケンタッキー大学。1950年代のプロリーグNBAを代表するフォワードの一人であり、キャリアの大半を過ごしたセントルイス・ホークスでは優勝も果たした。キャリア終盤はNBAのライバルリーグ、ABAのダラス・チャパラルズ（後のサンアントニオ・スパーズ）でプレーした。1978年には殿堂入りを果たしている。

## 大学キャリア

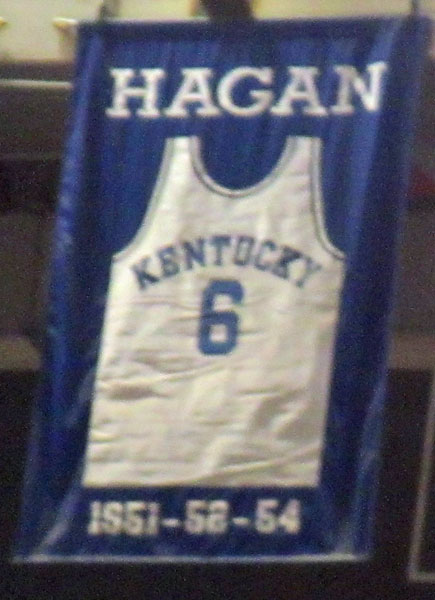
彼の背番号『6』はケンタッキー大学の永久欠番

クリフ・ヘイガンことクリフォード・オールドハム・ヘイガンは伝説的なコーチ、アドルフ・ラップの指導の下、ケンタッキー大学でプレイし、アレックス・グローザやフランク・ラムジーらと共にプレイし、1951年のNCAAトーナメントでは決勝でカンザス州立大学を破り、優勝を果たした。
しかしヘイガンは1952年にカレッジバスケ全体を揺るがした一大スキャンダルに巻き込まれた。そのスキャンダルとは金銭授受が絡んだ八百長疑惑であり、カンザス大学も渦中のチームとなり、ヘイガンのチームメイトであるアレックス・グローザらが容疑を認めた。結果ケンタッキー大学は全米大学体育協会では最も重い罰となる出場停止処分（デス・ペナルティー）を受け、ヘイガンは1951-52シーズンを棒に振った。
大学を卒業したヘイガンは1953年のNBAドラフトでボストン・セルティックスから指名を受け、またチームメイトのラムジー、Lou Tsioropoulosもセルティックスから指名を受けたが、しかし3人ともすぐにNBA入りはせず、失ったシーズンを取り戻すために大学院生となって、ケンタッキー大学に戻った。覇権奪回に燃えるヘイガンは1953-54シーズンの開幕戦で51得点をあげる活躍を見せ、同校の新記録を作った（後にダン・イッセルによって更新される）。ヘイガンはこのシーズンを平均24.0得点の好成績で終え、チームも25戦全勝、AP通信の全米ランキングでは1位にランキングされた。しかしNCAAトーナメントでは全米大学体育協会が大学院生のトーナメントの参加を禁止していたため、アドルフ・ラップはトーナメントへの参加を辞退した。ヘイガンの大学通算成績は1,475得点1,035リバウンドであり、また彼が所属した3シーズンの同校の成績は86勝5敗（勝率.945）だった。ラムジーは1952年と1954年のオールアメリカン、カンファレンスのファーストチームに選ばれ、彼の背番号『6』は同校の永久欠番となった。
大学キャリアを終えたヘイガンは1954年から2年間兵役に就き、アンドール空軍基地に配属される。基地のバスケットボールチームでプレイしたヘイガンは、同チームをワールドワイド空軍バスケットボールチャンピオンシップ優勝に導いている。

## NBAキャリア

### セントルイス・ホークス
ヘイガンは2年間の兵役を終え、1956年からNBA入りすることになったが、彼を指名したセルティックスはビル・ラッセルを獲得するため、エド・マコーレーと共にヘイガンをセントルイス・ホークスにトレードした。これでヘイガンは大学時代に苦楽を共にしたラムジー、Tsioropoulosとは袂を分かつことになり、NBAではライバルとして対立することになる。
ルーキーイヤーのヘイガンはレギュラーシーズン期間中はあまり出場時間を得られることができず、5.5得点3.7リバウンドの成績となり、チームも34勝38敗の平凡な成績に終わるが、プレーオフに入ると突如彼の才能が開花し、プレーオフ期間中は17.0得点11.2リバウンドとエースのボブ・ペティットに次ぐチーム2位の成績の残した。ヘイガンと同時にスレーター・マーティンもプレーオフに入ってグレードアップを遂げ、この2人の貢献によってチームはプレーオフを勝ち抜き、ファイナルに進出するが、ラムジー、Tsioropoulosが所属するセルティックスの前に敗れた。
ヘイガンの好調は2年目の1957-58シーズンに入っても続き、リーグを代表する選手の一人に成長。このシーズンは19.9得点10.1リバウンドを記録し、初のオールスターとオールNBA2ndチームに選ばれた。チームも41勝31敗と勝率を上げ、プレーオフも勝ち抜いて2年連続でファイナルに進出し、再びセルティックスと激突。シリーズは第7戦までもつれたが、第7戦でのペティットの50得点という伝説的な活躍もあり、ホークスとヘイガンは悲願の優勝を果たした。ヘイガンはこの年のプレーオフでもグレードアップし、プレーオフ期間中の27.7得点はペティットを抑えてチーム1位の成績だった。
翌1958-59シーズンには24.8得点10.7リバウンド、1959-60シーズンにはキャリアハイとなる24.8得点10.7リバウンドを記録する。全13シーズンのプレイのうち4シーズンで平均20得点以上、3シーズンで平均10リバウンド以上を記録した。ペティットにヘイガン、新たに加入したクライド・ラブレット、ラリー・ファウスト擁するホークスはリーグ屈指の強豪として君臨し、1960年と1961年にもファイナルに進出するが、時代はセルティックスの黄金期に突入しており、いずれもセルティックスの前に敗れている。
30歳を迎えベテランの域に達したヘイガンは、1964-65シーズン以降はゼルモ・ビーティ、レニー・ウィルケンズらにチームの主役の座を譲るようになり、ヘイガンの成績は後退し始めた。そして1965-66シーズンを最後に、新たに誕生したプロバスケットリーグABAのダラス・チャパラルズに移籍した。

### ダラス・チャパラルズ
チャパラルズでは選手兼ヘッドコーチとしてプレイした。移籍1年目は18.2得点6.0リバウンドを記録し、コーチとしても46勝32敗の成績を残し、プレーオフでは地区決勝まで進出するなど成功を収めた。移籍して2年目以降はコーチに専念するべく出場機会は減らされていき、そして3年目となる1969-70シーズンを最後に現役選手から引退した。
NBA/ABA通算成績は13シーズン839試合の出場で、14,870得点5,555リバウンド、平均17.7得点6.6リバウンドだった。
コーチキャリアもこのシーズンで終わり、シーズン中に解任されることになった。コーチ通算成績は199試合109勝90敗、勝率.548だった。

### 引退後
ヘイガンは1972年に母校のケンタッキー大学に戻り、スポーツ部門の役職を歴任し、1988年までを同校で過ごした。彼の功績を記念して、1993年には野球場の名前をクリフ・ヘイガン・スタジアムと改名した。

## プレースタイル・業績
ヘイガンは身長193cmと決して長身ではなかったが、ショート・フックショットを武器にビッグマンの上から次々と得点を決める優秀なスコアラーであり、フィールドゴール成功率は毎シーズンリーグ上位にランクインされていた。またクイックネスと屈強な肉体を兼ね備えた選手であり、インサイドでも当たり負けせず、リバウンドも量産できた。ホークス時代のペティットにラブレット、そしてヘイガンのユニットは"アンタッチャブル"と呼ばれ、当時を代表する強力なフロントラインだった。
- NBAファイナル制覇：1958年
- NBAオールスターゲーム出場：1958年－1961年　（ABAオールスター　1968年）
- オールNBA2ndチーム：1958年－1959年
- バスケットボール殿堂

## 個人成績
| *    | リーグ1位       |
| 太字 | キャリアハイ    |
| †    | NBAチャンピオン |

### レギュラーシーズン
| Season   | Team     | GP  | MPG  | FG%  | 3P%  | FT%   | RPG  | APG | PPG  |
| -------- | -------- | --- | ---- | ---- | ---- | ----- | ---- | --- | ---- |
| 1956–57  | STL      | 67  | 14.5 | .361 | –    | .690  | 3.7  | 1.3 | 5.5  |
| 1957–58† | STL      | 70  | 31.3 | .443 | –    | .768  | 10.1 | 2.5 | 19.9 |
| 1958–59  | STL      | 72  | 37.5 | .456 | –    | .774  | 10.9 | 3.4 | 23.7 |
| 1959–60  | STL      | 75  | 37.3 | .464 | –    | .803  | 10.7 | 4.0 | 24.8 |
| 1960–61  | STL      | 77  | 35.1 | .444 | –    | .820  | 9.3  | 4.9 | 22.1 |
| 1961–62  | STL      | 77  | 36.2 | .470 | –    | .825  | 8.2  | 4.8 | 22.9 |
| 1962–63  | STL      | 79  | 21.7 | .465 | –    | .800  | 4.3  | 2.4 | 15.5 |
| 1963–64  | STL      | 77  | 29.6 | .447 | –    | .813  | 4.9  | 2.5 | 18.4 |
| 1964–65  | STL      | 77  | 22.6 | .436 | –    | .799  | 3.6  | 1.8 | 13.0 |
| 1965–66  | STL      | 74  | 25.0 | .445 | –    | .854  | 3.2  | 2.2 | 13.7 |
| 1967–68  | DLC      | 56  | 31.0 | .489 | .000 | .789  | 6.0  | 4.9 | 18.2 |
| 1968–69  | DLC      | 35  | 16.5 | .510 | .000 | .854  | 2.9  | 3.5 | 11.1 |
| 1969–70  | DLC      | 3   | 9.0  | .615 | .000 | .500  | 1.0  | 2.0 | 5.7  |
| Career   | Career   | 839 | 28.7 | .454 | .000 | .799  | 6.6  | 3.2 | 17.7 |
| All-Star | All-Star | 5   | 17.8 | .324 | –    | 1.000 | 3.0  | 2.2 | 6.2  |

### プレーオフ
| Year   | Team   | GP | MPG  | FG%   | FT%  | RPG  | APG | PPG   |
| ------ | ------ | -- | ---- | ----- | ---- | ---- | --- | ----- |
| 1957   | STL    | 10 | 31.9 | .361  | .730 | 11.2 | 2.8 | 17.0  |
| 1958†  | STL    | 11 | 38.0 | .502* | .838 | 10.5 | 3.4 | 27.7* |
| 1959   | STL    | 6  | 43.2 | .512  | .833 | 12.0 | 2.7 | 28.5* |
| 1960   | STL    | 14 | 38.9 | .422  | .817 | 9.9  | 3.9 | 24.2  |
| 1961   | STL    | 12 | 37.9 | .443  | .812 | 9.8  | 4.5 | 22.0  |
| 1963   | STL    | 11 | 23.2 | .464  | .698 | 5.0  | 3.1 | 18.5  |
| 1964   | STL    | 12 | 32.7 | .429  | .833 | 6.2  | 4.8 | 16.3  |
| 1965   | STL    | 4  | 30.8 | .453  | .500 | 6.5  | 1.8 | 18.5  |
| 1966   | STL    | 10 | 20.0 | .454  | .926 | 3.4  | 1.8 | 11.3  |
| 1968   | DLC    | 3  | 23.3 | .378  | .692 | 4.3  | 3.0 | 12.3  |
| 1969   | DLC    | 2  | 22.5 | .357  | .800 | 3.0  | 7.0 | 9.0   |
| Career | Career | 95 | 32.4 | .451  | .798 | 8.0  | 3.5 | 19.9  |

## コーチ戦績

### ABA
| Team   | Season  | Regular season | Regular season | Regular season | Regular season | Playoffs | Playoffs | Playoffs | Playoffs | Playoffs               |
| Team   | Season  | G              | W              | L              | W-L%           | G        | W        | L        | W-L%     | Results                |
| ------ | ------- | -------------- | -------------- | -------------- | -------------- | -------- | -------- | -------- | -------- | ---------------------- |
| DLC    | 1967–68 | 78             | 46             | 32             | .590           | 8        | 4        | 4        | .500     | ディビジョン決勝敗退   |
| DLC    | 1968–69 | 78             | 41             | 37             | .526           | 7        | 3        | 4        | .429     | ディビジョン準決勝敗退 |
| DLC    | 1969–70 | 43             | 22             | 21             | .512           | –        | –        | –        | –        | –                      |
| Career | Career  | 199            | 109            | 90             | .548           | 15       | 7        | 8        | .467     |                        |